# Provincia de Nuevo Munster
Nuevo Munster (en inglés: New Munster) fue uno de los primeros nombres europeos originales para la isla Sur de Nueva Zelanda, dada por el Gobernador de Nueva Zelanda, capitán William Hobson, en honor a Munster, la provincia irlandesa en la cual nació.

## Provincia
Cuando Nueva Zelanda se separó de la colonia de Nueva Gales del Sur en 1840 y se estableció como una colonia por derecho propio, la Carta Real que lo implementó estipuló que "las islas principales, hasta ahora conocidas como isla Norte, isla Media e isla Stewart, serán designadas y conocidas de aquí en adelante como Nuevo Úlster, Nuevo Munster y Nuevo Leinster". Estas divisiones fueron al principio solo de importancia geográfica, no se utilizaron como base para el gobierno de la colonia, que estaba centralizada en Auckland. Nuevo Munster se refiere únicamente a la isla Sur.
La situación se modificó en 1846 cuando el Acta de Constitución de Nueva Zelanda de ese año dividió la colonia en dos provincias: Nuevo Úlster y Nuevo Munster. Nuevo Munster incluyó la isla Sur y la isla Stewart, más la parte sur de la isla Norte hasta la desembocadura del río Patea. Nuevo Úlster consistió en el resto de la Isla Norte. Estos límites incorporaron los asentamientos del estrecho de Cook en Wellington y Nelson en una provincia, a pesar de estar en diferentes islas. Cada provincia tenía un gobernador y un consejo legislativo y ejecutivo, además del gobernador en jefe y el consejo legislativo y ejecutivo para toda la colonia. A principios de 1848, Edward John Eyre fue nombrado teniente gobernador de Nuevo Munster. En 1851 se permitió que los Consejos Legislativos Provinciales fueran parcialmente electivos.
El Consejo Provincial de Nuevo Munster tuvo una sola sesión legislativa, en 1849, antes de sucumbir a los virulentos ataques de los colonos de Wellington. El gobernador George Grey, sensible a las presiones, inspiró una ordenanza del Consejo Legislativo General en virtud de la cual se establecerían nuevos Consejos Legislativos en cada provincia con dos tercios de sus miembros elegidos en una franquicia generosa. Grey implementó la ordenanza con tal deliberación que ninguno de los Consejos se reunió antes de recibir el aviso de que el Parlamento del Reino Unido había aprobado el Acta de Constitución de Nueva Zelanda de 1852.
Este acto disolvió estas provincias en 1853, después de solo siete años de existencia, y NuevoMunster se dividió en las provincias de Wellington, Canterbury, Nelson, y Otago.
El New Munster Party busca revivir a Nuevo Munster como una república independiente separada de Nueva Zelanda.